# Australische Cricket-Nationalmannschaft in Indien in der Saison 2004/05
Die Tour der australischen Cricket-Nationalmannschaft nach Indien in der Saison 2004/05 fand vom 6. Oktober bis zum 5. November 2004 statt. Die internationale Cricket-Tour war Bestandteil der Internationalen Cricket-Saison 2004/05 und umfasste vier Tests. Australien gewann die Serie 2–1.

## Vorgeschichte
Für beide Teams war es die erste Tour der Saison.
Das letzte Aufeinandertreffen der beiden Mannschaften bei einer Tour fand in der Saison 2003/04 in Australien statt.

## Stadien
Die folgenden Stadien wurden für die Tour als Austragungsort vorgesehen und am 19. Juli 2004 bekanntgegeben.
| Stadion                              | Stadt     | Kapazität | Spiele  |
| ------------------------------------ | --------- | --------- | ------- |
| M. Chinnaswamy Stadium               | Bangalore | 42.000    | 1. Test |
| M. A. Chidambaram Stadium            | Chennai   | 46.000    | 2. Test |
| Wankhede Stadium                     | Mumbai    | 33.000    | 4. Test |
| Vidarbha Cricket Association Stadium | Nagpur    | 45.000    | 3. Test |

## Kaderlisten
Australien benannte seinen Kader am 9. September 2004.
Indien benannte seinen Kader am 1. Oktober 2004.
| Test | Test |
| Indien | Australien |
| --- | --- |
| - Sourav Ganguly (K) - Rahul Dravid (VK) - Ajit Agarkar - Aakash Chopra - Gautam Gambhir - Harbhajan Singh - Mohammad Kaif - Dinesh Karthik - Murali Kartik - Zaheer Khan - Anil Kumble - VVS Laxman - Parthiv Patel (wk) - Irfan Pathan - Virender Sehwag - Sachin Tendulkar - Yuvraj Singh | - Ricky Ponting (K) - Adam Gilchrist (VK & wk) - Michael Clarke - Jason Gillespie - Nathan Hauritz - Matthew Hayden - Michael Kasprowicz - Simon Katich - Justin Langer - Darren Lehmann - Glenn McGrath - Damien Martyn - Shane Warne |

## Tour Matches
| 30. September – 2. Oktober Scorecard | Mumbai (BS) | Australians 302-7d (101) & 207-2 (54) | – | Mumbai 255 (92.2) |
|                                      |             | Remis                                 |   |                   |

## Tests

### Erster Test in Bangalore
| 6. – 10. Oktober Scorecard | Bangalore | Australien 474 (130) & 228 (78.1) | – | Indien 246 (89.2) & 239 (87.4) |
|                            |           | Australien gewinnt mit 217 Runs   |   |                                |

Der Inder Virender Sehwag wurde auf Grund vom deutlichen zeigens von Gegenteiliger Meinung zu einer Schiedsrichter-Entscheidung mit einer Geldstrafe belegt.

### Zweiter Test in Chennai
| 14. – 18. Oktober Scorecard | Chennai | Australien 235 (71.3) & 369 (133.5) | – | Indien 376 (134.3) & 19-0 (3) |
|                             |         | Remis                               |   |                               |

### Dritter Test in Nagpur
| 26. – 29. Oktober Scorecard | Nagpur | Australien 398 (100.2) & 329-5d (98.1) | – | Indien 185 (91.5) & 200 (53.3) |
|                             |        | Australien gewinnt mit 342 Runs        |   |                                |

### Vierter Test in Mumbai
| 3. – 5. November Scorecard | Mumbai | Indien 104 (41.3) & 205 (68.2) | – | Australien 203 (61.3) & 93 (30.5) |
|                            |        | Indien gewinnt mit 13 Runs     |   |                                   |

## Statistiken
Die folgenden Cricketstatistiken wurden bei dieser Tour erzielt.
| Tests           | Tests      | Tests   | Tests   | Tests   | Tests   | Tests   | Tests   | Tests   |
| Batting         | Batting    | Batting | Batting | Batting | Batting | Batting | Batting | Batting |
| Spieler         | Mannschaft | Spiele  | Innings | Runs    | Average | HS      | 100s    | 50s     |
| --------------- | ---------- | ------- | ------- | ------- | ------- | ------- | ------- | ------- |
| Damien Martyn   | Australien | 4       | 8       | 444     | 55,50   | 114     | 2       | 2       |
| Michael Clarke  | Australien | 4       | 8       | 400     | 57,14   | 151     | 1       | 2       |
| Virender Sehwag | Indien     | 4       | 8       | 299     | 42,71   | 155     | 1       | 1       |
| Simon Katich    | Australien | 4       | 8       | 276     | 39,42   | 99      | 0       | 2       |
| Matthew Hayden  | Australien | 4       | 8       | 244     | 30,50   | 58      | 0       | 1       |
| Bowling         |            |         |         |         |         |         |         |         |
| Spieler         | Mannschaft | Spiele  | Overs   | Wickets | Average | BBI     | 5W      | 10W     |
| Anil Kumble     | Indien     | 4       | 197.3   | 27      | 25,37   | 7/48    | 3       | 1       |
| Harbhajan Singh | Indien     | 3       | 178.5   | 21      | 24,00   | 6/78    | 3       | 1       |
| Jason Gillespie | Australien | 4       | 132.5   | 20      | 16,15   | 5/56    | 1       | 0       |
| Glenn McGrath   | Australien | 4       | 141     | 14      | 25,42   | 4/55    | 0       | 0       |
| Shane Warne     | Australien | 3       | 140     | 14      | 30,07   | 6/125   | 1       | 0       |

## Player of the Series
Als Player of the Series wurden die folgenden Spieler ausgezeichnet.
| Serie | Player of the Series |
| ----- | -------------------- |
| Test  | Damien Martyn        |

### Player of the Match
Als Player of the Match wurden die folgenden Spieler ausgezeichnet.
| Spiel   | Player of the Match |
| ------- | ------------------- |
| 1. Test | Michael Clarke      |
| 2. Test | Anil Kumble         |
| 3. Test | Damien Martyn       |
| 4. Test | Murali Kartik       |